# Selbsteintritt (Vertragsrecht)
Selbsteintritt bedeutet im deutschen Vertragsrecht die Befugnis einer Person, in ein zwischen anderen Beteiligten abgeschlossenes oder auszuführendes Handelsgeschäft als Vertragspartner einzutreten oder das Geschäft auf eigene Rechnung zu übernehmen.

## Selbsteintritt im Handelsrecht
Selbsteintritt liegt im Handelsrecht vor, wenn ein Kommissionär einen Kauf oder Verkauf für den Kommittenten dadurch erfüllt, dass er den Auftrag selbst als Vertragspartei ausführt (§§ 400 bis § 405 HGB) und nicht einem Dritten vermittelt. Der Kommissionär tritt mithin in das Geschäft selbst als Käufer oder Verkäufer ein, ohne seinen Provisionsanspruch zu verlieren. Ein Selbsteintrittsrecht des Handelsmaklers besteht regelmäßig nicht.

## Selbsteintritt im Speditionsgewerbe
Im Speditionsgewerbe wird der Begriff Selbsteintritt verwendet, wenn der Spediteur zusätzlich zum Frachtführer wird (§ 458 HGB). Er erlangt dabei zusätzlich zu den Rechten und Pflichten eines Spediteurs die Rechte und Pflichten eines Frachtführers. Im Frachtbrief steht der Spediteur gleichzeitig als Absender und Frachtführer.